# Daniel Cabrera
Pour les articles homonymes, voir Cabrera.
Daniel Alberto Cabrera (né le 28 mai 1981 à San Pedro de Macorís République dominicaine) est un lanceur droitier de baseball évoluant dans les Ligues majeures de 2004 à 2009. En 2013 et 2014, il joue pour les Chunichi Dragons en NPB, au Japon.

## Carrière
Signé par les Orioles en 1999 comme agent libre, Daniel Cabrera a fait ses débuts dans les majeures en 2004 et a joué cinq saisons à Baltimore. Il a connu sa meilleure année à sa saison recrue avec 12 victoires contre 8 défaites.
Le 20 décembre 2008, Cabrera a signé un contrat d'un an avec Washington. Il est transféré chez les Diamondbacks de l'Arizona le 3 août 2009.
Cabrera rejoint les White Sox de Chicago le 14 janvier 2010 mais ne joue qu'en ligues mineures. Il rate toute la saison 2011 après une opération et signe chez les Pirates de Pittsburgh le 23 février 2012.
En 2013 et 2014, Cabrera évolue au Japon pour les Chunichi Dragons, un club de la NPB basé à Nagoya.